# Secret (bài hát của Madonna)
"Secret" là một bài hát của nghệ sĩ thu âm người Mỹ Madonna nằm trong album phòng thu thứ sáu của cô, Bedtime Stories (1994). Nó được phát hành vào ngày 20 tháng 9 năm 1994 như là đĩa đơn đầu tiên trích từ album bởi Warner Bros. Records cũng như Maverick và Sire. Bài hát sau này còn xuất hiện trong nhiều album tổng hợp của cô như GHV2 (2001) và Celebration (2009). "Secret" được phát triển dựa trên một bản thu nháp được tạo ra bởi nhà sản xuất Shep Pettibone, trước khi được phát triển bởi Dallas Austin, người mà Madonna đang hợp tác sản xuất cho Bedtime Stories. Bài hát được viết lời và sản xuất bởi nữ ca sĩ và Austin, với sự tham gia hỗ trợ viết lời từ Pettibone. Nó được xem là sự chuyển biến lớn trong phong cách âm nhạc của Madonna, khác hẳn với những tác phẩm trước của cô mang phong cách dance sôi động hoặc những bản ballad du dương. "Secret" là sự kết hợp giữa phong cách pop và R&B với nhiều nhạc cụ khác nhau như đàn mộc, trống và đàn dây, mang nội dung về việc người yêu có một bí mật, cũng như cách Madonna nhận ra rằng hạnh phúc của một người nằm dưới sự kiểm soát của chính họ.
Bài hát được phát hành với tám bản phối lại khác nhau của DJ Junior Vasquez, người đã sử dụng lại giọng hát của Madonna, nhưng thay đổi hoàn toàn cấu trúc của nó. Không giống như những nghệ sĩ khác vào giữa thập niên 1990, Madonna đã sử dụng Internet để nói về đĩa đơn mới của mình, để lại một tin nhắn âm thanh cho người hâm mộ cũng như một đoạn nhỏ của bài hát. "Secret" nhận được những phản ứng tích cực từ các nhà phê bình âm nhạc, trong đó họ đánh giá cao giọng hát của Madonna và gọi nó là một bài hát quyến rũ và có hồn. Bài hát cũng gặt hái những thành công vượt trội về mặt thương mại, đứng đầu các bảng xếp hạng ở Canada, Phần Lan và Thụy Sĩ, và lọt vào top 5 ở Úc, Đan Mạch, Pháp, Ý, New Zealand, Tây Ban Nha. Tại Vương quốc Anh, nó đạt vị trí thứ năm và trở thành đĩa đơn top 10 thứ 38 liên tiếp của cô, giúp Madonna thiết lập kỷ lục về số lượng đĩa đơn liên tiếp lọt vào top 10 tại đây. Tại Hoa Kỳ, bài hát đạt vị trí thứ ba trên bảng xếp hạng Billboard Hot 100 và được chứng nhận đĩa Vàng từ Hiệp hội Công nghiệp ghi âm Mỹ (RIAA).
Với bìa đĩa đơn và video âm nhạc kèm theo, Madonna đã tạo nên một sự thay đổi lớn về diện mạo, lấy cảm hứng từ nữ diễn viên Hollywood Jean Harlow. Video ca nhạc cho "Secret" được thực hiện dưới tông nền đen và trắng và được đạo diễn bởi nhiếp ảnh gia Melodie McDaniel, người đã được Madonna lựa chọn qua những tác phẩm phim ngắn trước đây của McDaniel. Trong video, Madonna hóa thân thành một ca sĩ ở một câu lạc bộ đêm ở Harlem, New York, xen kẽ với những hình ảnh về cuộc sống hàng ngày trong khu phố, và kết thúc với cảnh Madonna gặp lại người yêu và đứa con được cho là của họ. Sau khi phát hành, nó đã tạo nên nhiều cuộc thảo luận về nội dung trữ tình của bài hát cũng như video. Madonna đã trình diễn "Secret" lần đầu tiên trong chuyến lưu diễn Drowned World Tour (2001). Sau đó, nó được trình diễn theo yêu cầu của fan trong đêm diễn ở Houston của chuyến lưu diễn Sticky and Sweet Tour vào tháng 11 năm 2008 và trong chuyến lưu diễn Rebel Heart Tour (2015).

## Danh sách bài hát
| - Đĩa hình 7" tại Vương quốc Anh (WO268, 5439-18031-7) 1. "Secret" (radio chỉnh sửa) – 4:30 2. "Let Down Your Guard" (Rough Mix Edit) – 4:33 - Đĩa CD tại Mỹ (2-18035) 1. "Secret" (bản album) – 5:05 2. "Secret" (không lời) – 5:05 - Đĩa CD maxi tại Mỹ (9 41772-2) 1. "Secret" (chỉnh sửa) – 4:28 2. "Secret" (Junior's Luscious Single Mix) – 4:16 3. "Secret" (Junior's Luscious Club Mix) – 6:17 4. "Secret" (Junior's Sound Factory Mix) – 10:17 5. "Secret" (Some Bizarre Mix) – 9:48 6. "Secret" (Allstar Mix) – 5:10 - Đĩa CD tại Úc và châu Âu (9362-41785-2) 1. "Secret" (chỉnh sửa) – 4:30 2. "Let Down Your Guard" (Rough Mix Edit) – 4:33 3. "Secret" (không lời) – 5:03 4. "Secret" (bản LP) – 5:04 - Đĩa 12" tại Vương quốc Anh (WO268T, 9362-41785-0) 1. "Secret" (bản LP) – 5:04 2. "Let Down Your Guard" (Rough Mix Edit) – 4:33 3. "Secret" (không lời) – 5:03 4. "Secret" (chỉnh sửa) – 4:30 | - EP "The Remixes" tại Nhật (WPCR-170) 1. "Secret" (Junior's Luscious Single Mix) – 4:16 2. "Secret" (Junior's Extended Luscious Club Mix) – 7:57 3. "Secret" (Junior's Luscious Dub) – 6:21 4. "Secret" (Junior's Sound Factory Mix) – 10:18 5. "Secret" (Junior's Sound Factory Dub) – 7:58 6. "Secret" (Some Bizarre Mix) – 9:48 7. "Secret" (Allstar Mix) – 5:10 8. "Secret" (radio chỉnh sửa) – 4:30 - Đĩa CD "The Remixes" tại châu Âu (9362-41806-2) 1. "Secret" (Junior's Luscious Single Mix) – 4:16 2. "Secret" (Junior's Extended Luscious Club Mix) – 7:57 3. "Secret" (Junior's Luscious Dub) – 6:21 4. "Secret" (Junior's Sound Factory Mix) – 10:18 5. "Secret" (Junior's Sound Factory Dub) – 7:58 |

## Xếp hạng và chứng nhận
| Bảng xếp hạng (1994)                  | Vị trí cao nhất |
| ------------------------------------- | --------------- |
| Úc (ARIA)                             | 5               |
| Áo (Ö3 Austria Top 40)                | 11              |
| Bỉ (Ultratop 50 Flanders)             | 15              |
| Canada (RPM)                          | 1               |
| Canada Adult Contemporary (RPM)       | 1               |
| Đan Mạch (IFPI)                       | 8               |
| Châu Âu (European Hot 100 Singles)    | 4               |
| Phần Lan (Suomen virallinen lista)    | 1               |
| Pháp (SNEP)                           | 2               |
| Đức (Official German Charts)          | 29              |
| Ireland (IRMA)                        | 16              |
| Ý (FIMI)                              | 3               |
| Hà Lan (Dutch Top 40)                 | 15              |
| Hà Lan (Single Top 100)               | 20              |
| New Zealand (Recorded Music NZ)       | 5               |
| Scotland (OCC)                        | 5               |
| Tây Ban Nha (PROMUSICAE)              | 4               |
| Thụy Điển (Sverigetopplistan)         | 12              |
| Thụy Sĩ (Schweizer Hitparade)         | 1               |
| Anh Quốc (OCC)                        | 5               |
| Hoa Kỳ Billboard Hot 100              | 3               |
| Hoa Kỳ Adult Contemporary (Billboard) | 2               |
| Hoa Kỳ Dance Club Songs (Billboard)   | 1               |
| Hoa Kỳ Pop Airplay (Billboard)        | 3               |
| Hoa Kỳ Rhythmic (Billboard)           | 9               |

| Bảng xếp hạng (1994)                 | Vị trí |
| ------------------------------------ | ------ |
| Australia (ARIA)                     | 46     |
| Canada (RPM)                         | 23     |
| Canada Adult Contemporary (RPM)      | 24     |
| Europe (European Hot 100 Singles)    | 47     |
| France (SNEP)                        | 26     |
| Italy (FIMI)                         | 38     |
| Japan (Tokyo Hot 100)                | 68     |
| Netherlands (Dutch Top 40)           | 136    |
| Sweden (Sverigetopplistan)           | 74     |
| UK Singles (Official Charts Company) | 83     |
| US Billboard Hot 100                 | 84     |
| Bảng xếp hạng (1995)                 | Vị trí |
| Europe (European Hot 100 Singles)    | 87     |
| France (SNEP)                        | 56     |
| US Billboard Hot 100                 | 71     |

## Chứng nhận
| Quốc gia                                                                           | Chứng nhận | Số đơn vị/doanh số chứng nhận |
| ---------------------------------------------------------------------------------- | ---------- | ----------------------------- |
| Úc (ARIA)                                                                          | Vàng       | 35.000^                       |
| Pháp (SNEP)                                                                        | Bạc        | 125.000*                      |
| Hoa Kỳ (RIAA)                                                                      | Vàng       | 500.000^                      |
| * Chứng nhận dựa theo doanh số tiêu thụ. ^ Chứng nhận dựa theo doanh số nhập hàng. |            |                               |